# 蓋普丹
蓋普丹（Captan），學名N-三氯甲基硫醇基四氫苯二甲醯亞胺，化學式： C9H8Cl 3NO2S，是無色且無味的結晶體。 其本體是透明到米色的固體，不溶於強鹼性物質，易溶於異丙醇，可与其他化學物質混合製成混合劑，是有效的殺菌劑，用於控制一系列真菌病害。

## 性質
蓋普丹屬於有機氮劑和雜環劑類的殺菌劑。呈中性時水解速度較慢，而在呈鹼性時水解速度較快。在80°C時的半衰期為四年以上，在120°C時的半衰期為14.2天。

## 合成
由於蓋普丹可以與農藥或其他化學物質相融合，並因此衍生出多種不同的混合劑，例如嘉賜蓋（Kasugamycin），免賴丹（Benomyl），因此導致難以找出相關的症狀報告。

## 歷史
由於此種殺菌劑會引起致腫瘤性病症，中國於1989年7月13日開始禁止其製造，加工及輸入，並於次年1月1日起禁止銷售。但後來因致腫瘤性的證據不足，於2000年再度恢復使用。

## 代謝
蓋普丹在進入人體血液後會迅速被四氢苯酐（Tetrahydrophthalimide），Tetrahydrophthalamic acid和Tetrahydrophthalic acid以分解的方式代謝，並以氯離子的形式排出。

## 毒性
內含鄰苯二甲酰亞胺（Phthalimide）。對哺乳動物中毒性為低，當不小心誤食時，能經由腸道快速水解，不會累積於體內。對於鳥或田間蜜蜂等其他生物有微毒至低毒的毒性。然而，對於魚類等水生生物，牠們在接觸後會出現急性中毒的症狀，但由於蓋普丹在水中分解迅速，因此難以在牠們體內累積。

## 健康影響
蓋普丹對皮膚、眼睛和呼吸道有中度刺激。大量接觸，吸入或誤食會造成眼睛嚴重損傷、食慾降低、體重下降、腸胃道不易吸收及腹瀉，並因刺激而引發過敏性皮膚炎、結膜炎及呼吸道過敏。